# Corrent erràtic
El corrent erràtic és un corrent elèctric generalment de baixa intensitat que circula de manera incontrolada en ambients i materials conductors (terra, canonades metàl·liques, acer dins de formigó armat en edificis, etc.) diferents de les instal·lacions previstes a aquest efecte (cable elèctric, etc.). La definició exclou els corrents transitoris (curtcircuits), que es poden generar per el mal funcionament sobtat d'un dispositiu, així com el corrent tel·lúric.

## Causes i conseqüències
Aquest corrent erràtic té diverses causes possibles:
- A l'interior d'una instal·lació, la posada a terra del xassís d'una màquina vinculada a un defecte d'aïllament d'un cable d'alimentació elèctrica, avaries en la connexió o en l'aïllament elèctric són les causes més freqüents.

- Les possibles causes externes són els efectes d'inducció vinculats a la proximitat d'una xarxa elèctrica (línia de baixa o alta tensió, enllumenat elèctric públic, via de ferrocarril elèctrica, llamps, etc.).

Les conseqüències dels corrents erràtics poden ser la corrosió dels materials (efecte bateria), la pertorbació de determinats equips electrònics i, en el pitjor dels casos, l'enrampada elèctrica d'humans i animals. Els corrents erràtics, essent relativament febles, no són directament perillosos però poden ser prou molestos o fins i tot desagradables per a pertorbar la vida dels éssers vius.